# Dobrošov
Dobrošov est un village du district de Náchod en Tchéquie. 
Il est situé à environ 3 km au sud-est de Náchod dans les collines de la Podorlická pahorkatina (cs) à une altitude de 580 mètres. La superficie cadastrale de Dobrošov est de 3,98 km2. Le village porte également le nom d'un grand fort d'artillerie construit sur sa bordure orientale avant la Seconde Guerre mondiale.

## Histoire
La première mention écrite du village remonte à 1415. En 1612, il est mentionné dans un privilège accordé à la ville de Náchod par le propriétaire du domaine, Albrecht Václav Smiřický ze Smiřic (cs), selon lequel les habitants de la ville ayant le droit de brasser de la bière peuvent tirer leur bière dans le pub du manoir local. En 1890, Dobrošov compte 65 maisons, 453 habitants (tous tchèques) et une école à deux classes. 
En 1895, une cabane touristique temporaire avec une tour d'observation y est construite,. En juin 1918, après le « serment national » des représentants culturels et politiques tchèques, la Journée Jirásek est célébrée à Náchod, au cours de laquelle une maison est nommée en l'honneur de l'écrivain. Lorsque le sommet de Dobrošov devient une destination d'excursion importante après la Première Guerre mondiale, le Klub českých turistů (cs) (Club des touristes tchèques) construit une nouvelle tour d'observation avec une cabane touristique en 1921-1924 selon un projet de Dušan Jurkovič (cs) datant 1912,.
Sur la base de la décision de 1934 sur le concept de défense stratégique dans des fortifications permanentes en béton armé, Dobrošov doit devenir le site de l'une des trois forteresses d'artillerie de la Český koutek (cs). La forteresse doit se composer de sept bâtiments reliés sous terre : deux blockhaus d'infanterie (Můstek, Jeřáb ), deux blockhaus d'artillerie (Zeléný, Amerika), une tourelle de canon rotative et rétractable (Maliňák), une tour de mortier rotative (Kaplička) et un bâtiment d'entrée. La construction est commandée à l'été 1937 et la forteresse doit être achevée en deux ans. Elle est achevée en septembre 1938. Les deux blockhaus d'infanterie et le blockhaus d'artillerie Zelený sont bétonnés, et le sous-sol est creusé et partiellement bétonné. Cependant, des casernes d'infanterie séparées et des fortifications légères étaient déjà armées et prêtes à être défendues en septembre 1938. La construction des fortifications a considérablement influencé la vie des habitants (achat de terrains, possibilités d'emploi, etc.).
Après février 1948, la maison de Jirásek est retirée aux touristes de Náchod et, pendant la Normalisation, elle sert au régime de l'époque de centre d'endoctrinement politique. Le long conflit de propriété qui suit novembre 1989 ne prend fin qu'en 1995, lorsque le Club des touristes tchèques la rachète. Des réparations suivent et le chalet est rouvert en septembre 2002. 
En 1957, les agriculteurs locaux sont parmi les derniers des environs de Náchod à céder à la pression et à créer une coopérative agricole unifiée (Jednotné zemědělské družstvo (cs)). En 1969, la forteresse locale est rendue accessible grâce au musée du district. Dans le cadre de l'intégration planifiée des municipalités, Dobrošov, avec cinq autres municipalités, est annexée à Náchod le 1er juillet 1985. À cette époque de tension politique à Náchod, une rumeur persiste pendant assez longtemps selon laquelle des missiles de moyenne portée avec des ogives nucléaires seraient cachés dans le vaste sous-sol de la forteresse de Dobrošov.

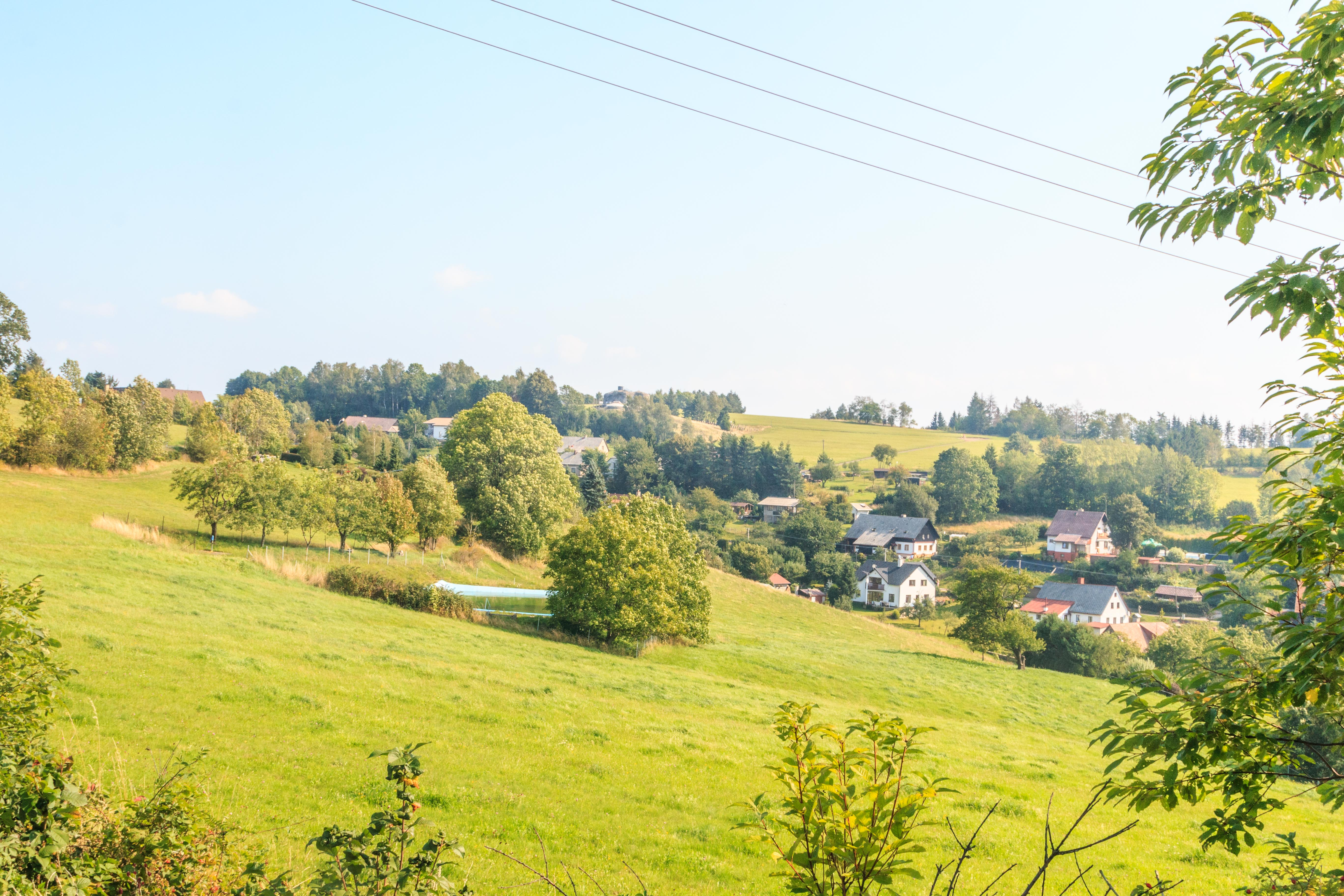
Vue en venant de Jizbice
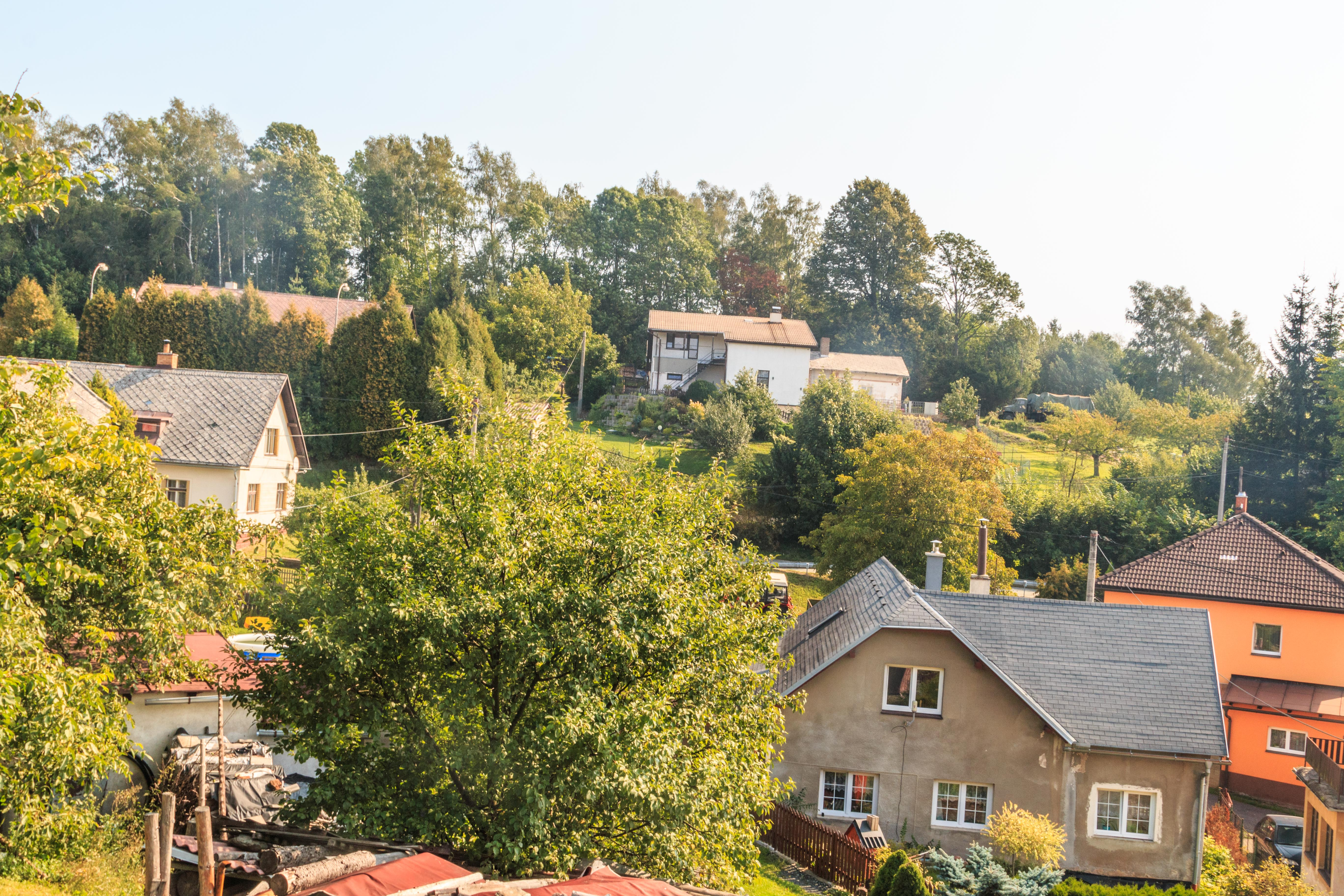
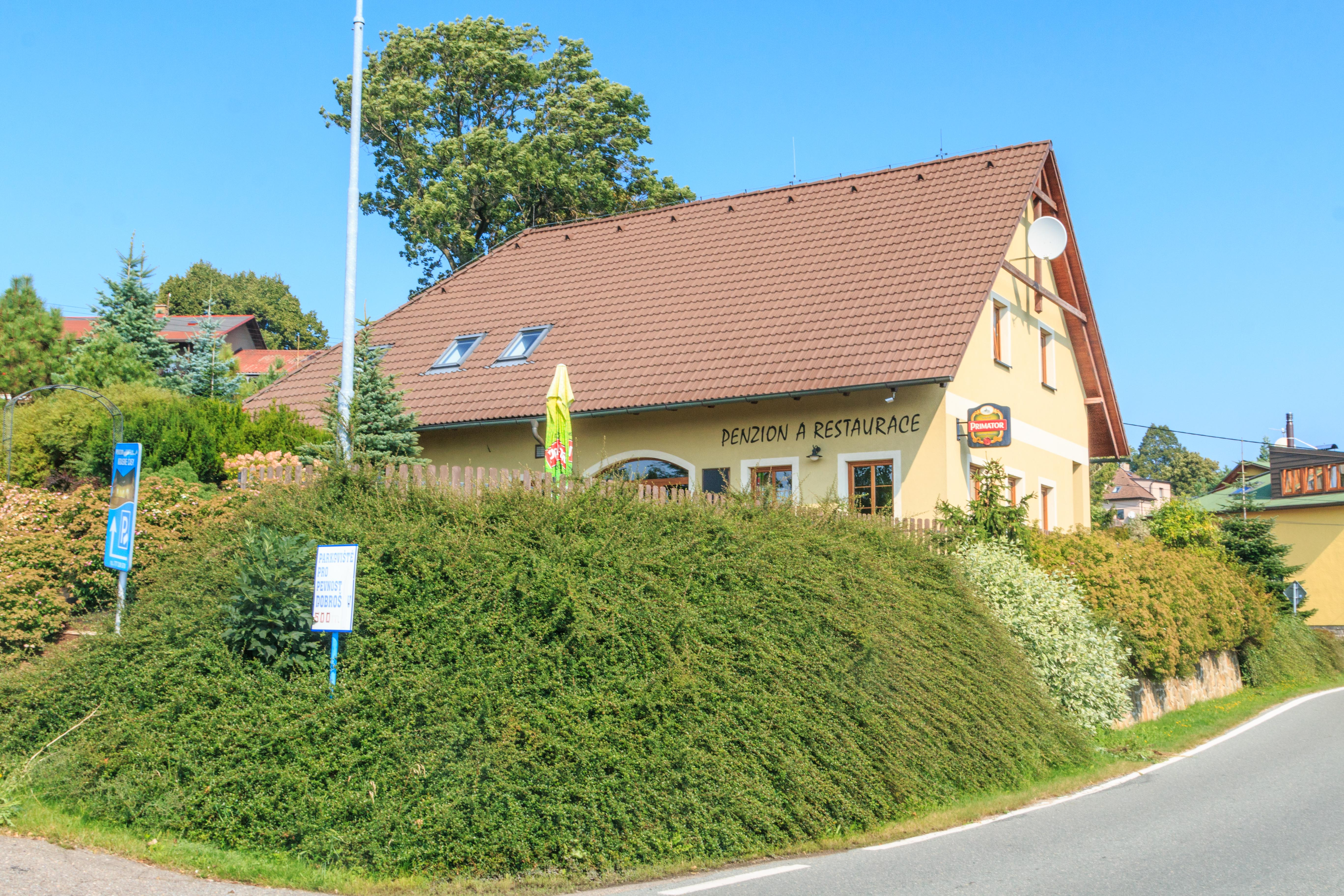
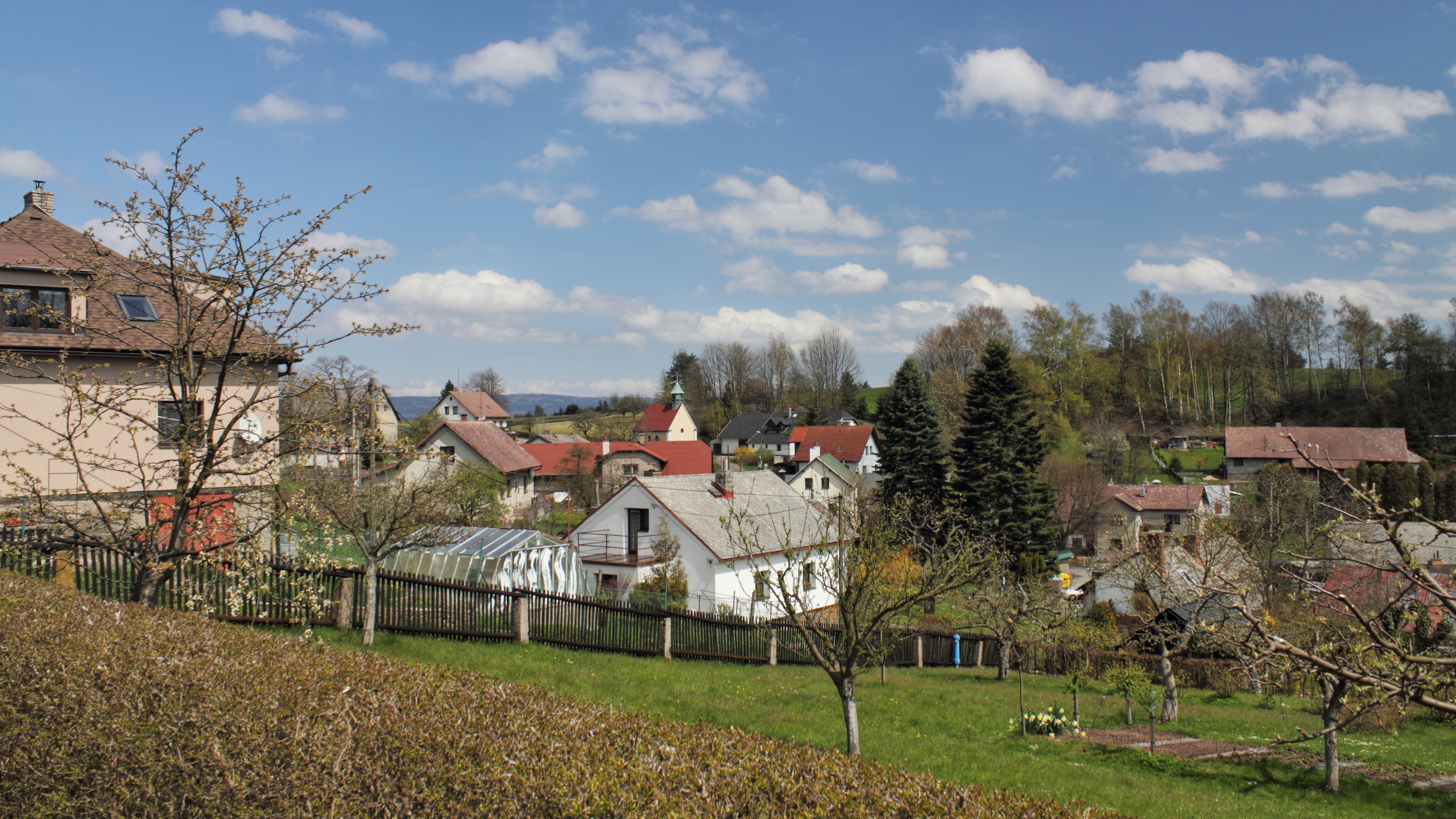
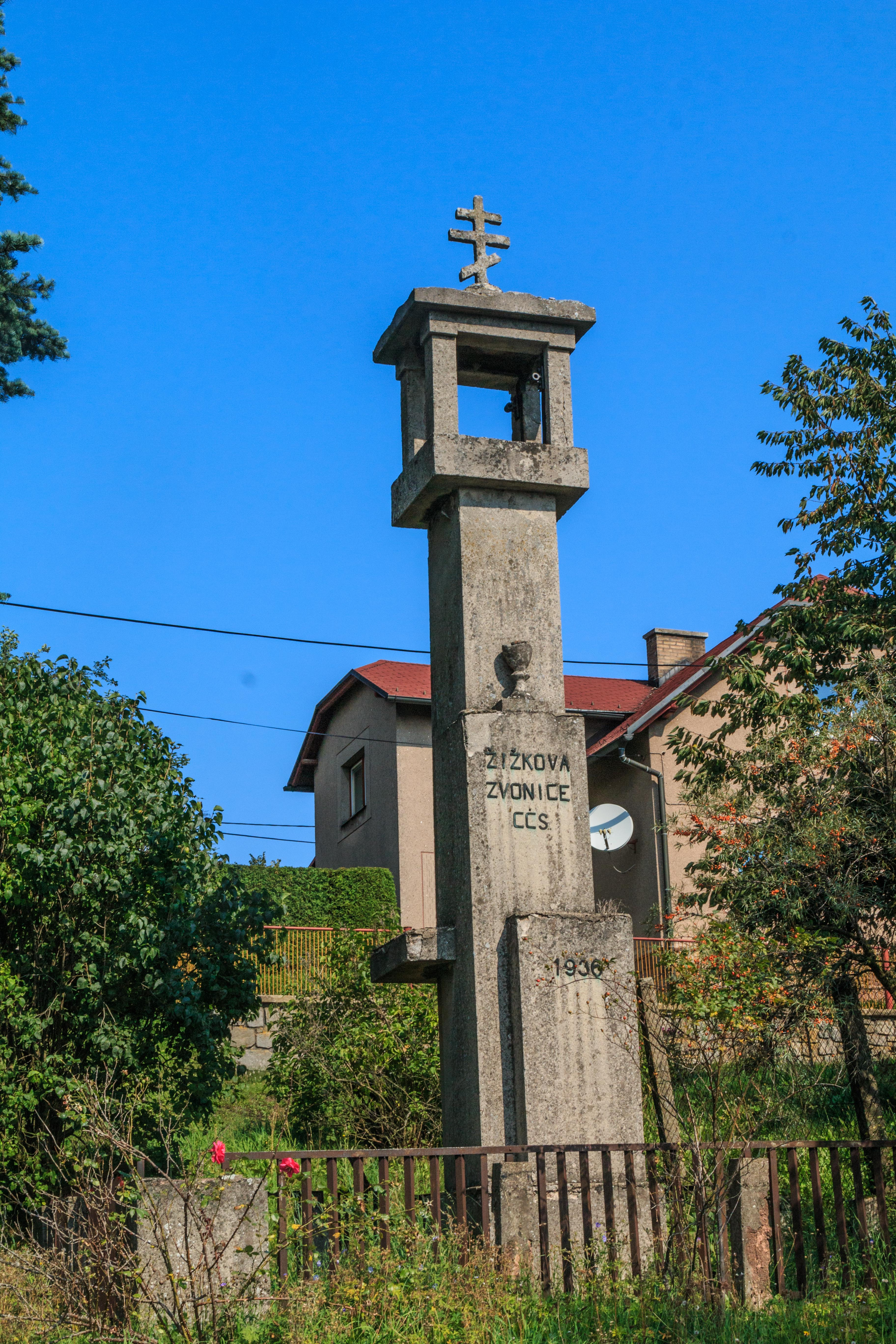
Beffroi
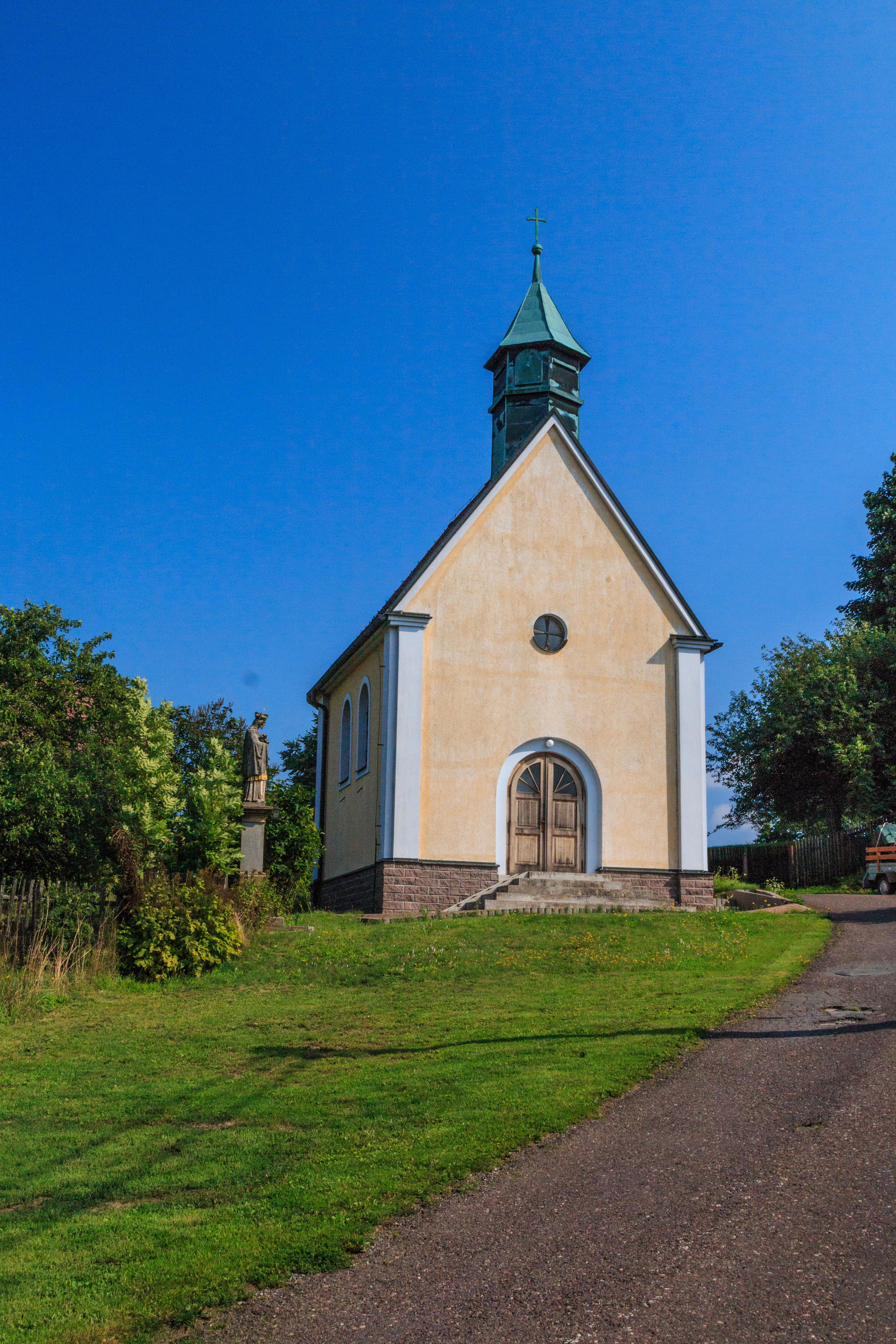
Chapelle

## Personnalité
- Josef Pinkava (1919-2006), réalisateur, y est né.